# Sawin (gmina)
Pour les articles homonymes, voir Sawin.
Sawin est une gmina rurale (gmina wiejska) du powiat de Chełm, dans la Voïvodie de Lublin, dans l'est de la Pologne.
Son siège administratif (chef-lieu) est le village de Sawin, qui se situe environ 14 kilomètres au nord de Chełm (siège du powiat) et 61 kilomètres à l'est de la capitale régionale Lublin (capitale de la voïvodie).
La gmina couvre une superficie de 190,2 km2 pour une population de 5 660 habitants en 2006.

## Histoire
De 1975 à 1998, la gmina est attachée administrativement à la voïvodie de Chełm.

Depuis 1999, elle fait partie de la voïvodie de Lublin.

## Géographie
La gmina inclut les villages et localités de :

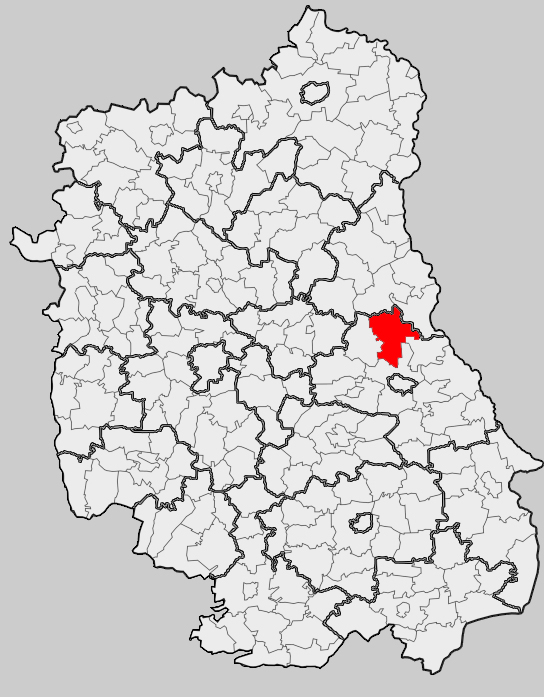
Position de la gmina dans la voïvodie

- Aleksandrówka
- Bachus
- Bukowa Mała
- Bukowa Wielka
- Chutcze
- Czułczyce
- Czułczyce Małe
- Czułczyce-Kolonia
- Hredków
- Jagodne
- Krobonosz
- Krobonosz-Kolonia
- Łowcza
- Łowcza-Kolonia
- Łukówek
- Malinówka
- Petryłów
- Podpakule
- Przysiółek
- Radzanów
- Sajczyce
- Sawin
- Serniawy
- Serniawy-Kolonia
- Średni Łan
- Tomaszówka
- Wólka Petryłowska

### Gminy voisines
La gmina de Sawin est voisine des gminy suivantes :
- Chełm
- Hańsk
- Ruda-Huta
- Wierzbica
- Wola Uhruska

## Structure du terrain
D'après les données de 2002, la superficie de la commune de Sawin est de 190,2 kilomètres carrés, répartis comme telle :
- terres agricoles : 69%
- forêts : 24%

La commune représente 10,69% de la superficie du powiat.

## Démographie
Données du 30 juin 2004:
| Description        | Total  | Total | Femmes | Femmes | Hommes | Hommes |
| ------------------ | ------ | ----- | ------ | ------ | ------ | ------ |
| Unité              | Nombre | %     | Nombre | %      | Nombre | %      |
| Population         | 5 698  | 100   | 2 866  | 50,3   | 2 832  | 49,7   |
| Densité (hab./km²) | 30     | 30    | 15,1   | 15,1   | 14,9   | 14,9   |